# Kejsarstaden Huế
| Kejsarstaden Huê |
| --- |
| Högsta harmonins hall, rest efter förebild i Peking. - Inledning –1802 Nguyễn Ánh utropade sig till kejsare. - Nyckelår – 1802 –1945 huvudstad i Vietnam) |

Kejsarstaden Huế (Vietnamesiska: Kinh thành Huế) är en befästning och ett palats i staden Huế, i Vietnams gamla huvudstad. År 1993 beslutade Unesco att Huế skulle tas upp på Listan över världsarv i Asien.

## Beskrivning
Kejsarstadens område är 2x2 kilometer och omges av ett befästningsverk med vallgrav. Vallgraven får sitt vatten från Huongfloden (Pärlfloden) via en serie slussportar. Innanför citadellet ligger Kejsarstaden med en mur som är 2,5 kilometer lång. I centrum ligger den ”Förbjudna staden” som är en kopia av Förbjudna staden i Beijing, inklusive en variant av Pekings "Högsta harmons hall". Den centrala inhägnaden är residens för Nguyễns kejserliga familj.

## Huếs historia
Efter flera års inbördeskrig under mellan Trinh- och Nguyendynastierna utbröt Tay Son-upproret år 1771. Revolten stöddes av handelsmän och bönder och leddes av tre bröder från Trinh. 1775 errövrade Trinh Sâm Phú Xuân, staden vid Pärlfloden och dödade Nguyen-familjen. En brorson, Nguyen Anh, flydde till Saigon och sökte Frankrikes stöd. 
Nguyen Anh sökte upp Fader Pigneau, en fransk biskop utsänd till Cochinkina. Biskopen uppmuntrade den unge Nguyen, (född 1762) att söka hjälp från Frankrike, men då det uteblev anskaffade biskopen själv tre portugisiska krigsskepp och vapen och ställde till Nguyens förfogande år 1789. Därefter påbörjades återerövringen av södra Vietnam. Nguyens styrkor var framgångsrika och 1801 kunde de erövra Hanoi i norr. Nguyen Anh utropade sig till kejsare med namnet Gia Long.
Huế, tidigare Phú Xuân (富春) blev huvudstad I Vietnam under Nguyen-kejsarna fram till 1945 då kommunisterna tog makten i norra Vietnam och kejsaren Bảo Đại tvingades abdikera. Huvudstaden flyttades till Hanoi i Nordvietnam.

### Vietnamkriget
Huế ligger strax söder om den 17° latituden som delade Nord- och Sydvietnam under Vietnamkriget. I januari 1968 inledde Nordvietnam Têt-offensiven och månaden efter började slaget om Huê. Striderna blev de blodigaste under hela kriget och 80 procent av staden förstördes.

### Världsarv
Världsarv

## Layout

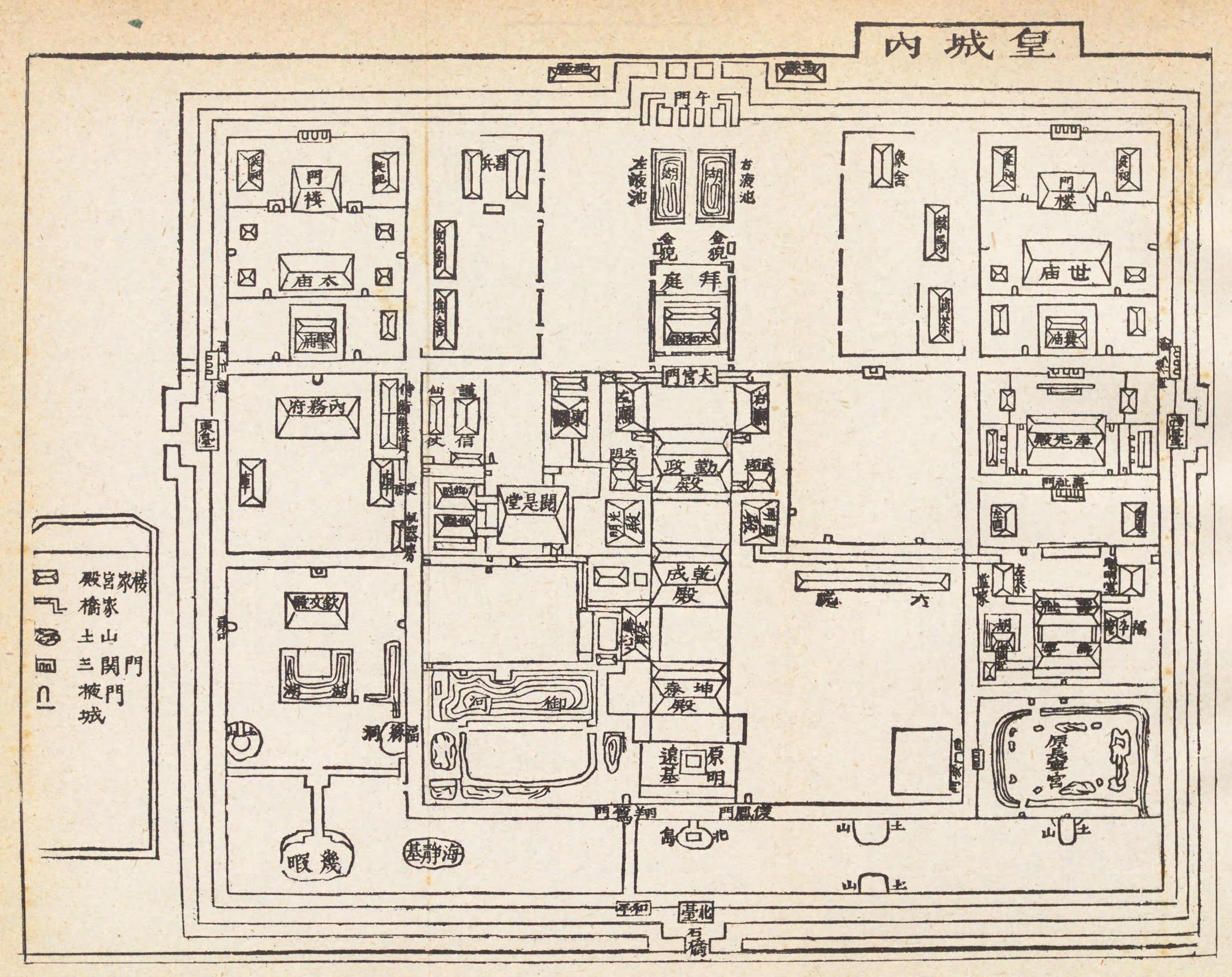
Karta över Kejsarstaden1909

### Kejsarstadens portar
- Cửa Đông Nam (Sydöstra porten), kallas också cửa Thượng Tứ
- Cửa Chính Đông kallas också cửa Đông Ba
- Cửa Đông Bắc (Nordöstra porten) kallas också cửa Trài or cửa Mang Cá nhỏ
- Cửa Chính Bắc (cửa Hậu/cửa Mang Cá lớn)
- Cửa Tây
- Cửa Thể Nhân (cửa Ngăn)

### Förbjudna stadens portar
- Cửa Ngọ Môn
- Cửa Hòa Bình
- Cửa Chương Đức
- Cửa Hiển Nhơn

### Tempel och kapell
- Triệu Miếu
- Thái Miếu
- Hưng Miếu
- Thế Miếu
- Điện Phụng Tiên
- Hiển Lâm Các

## Bilder

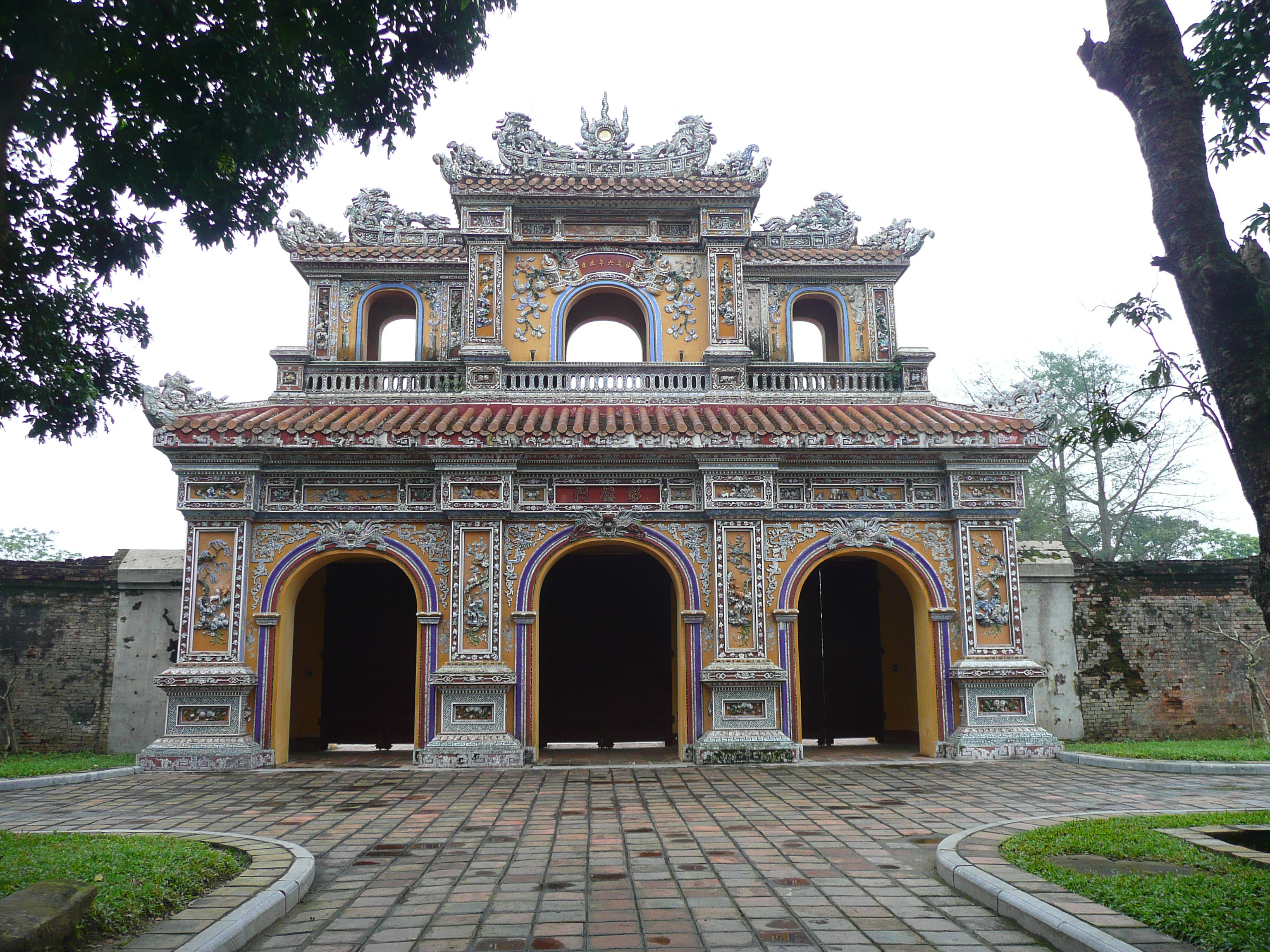
Porten Hiển Nhơn
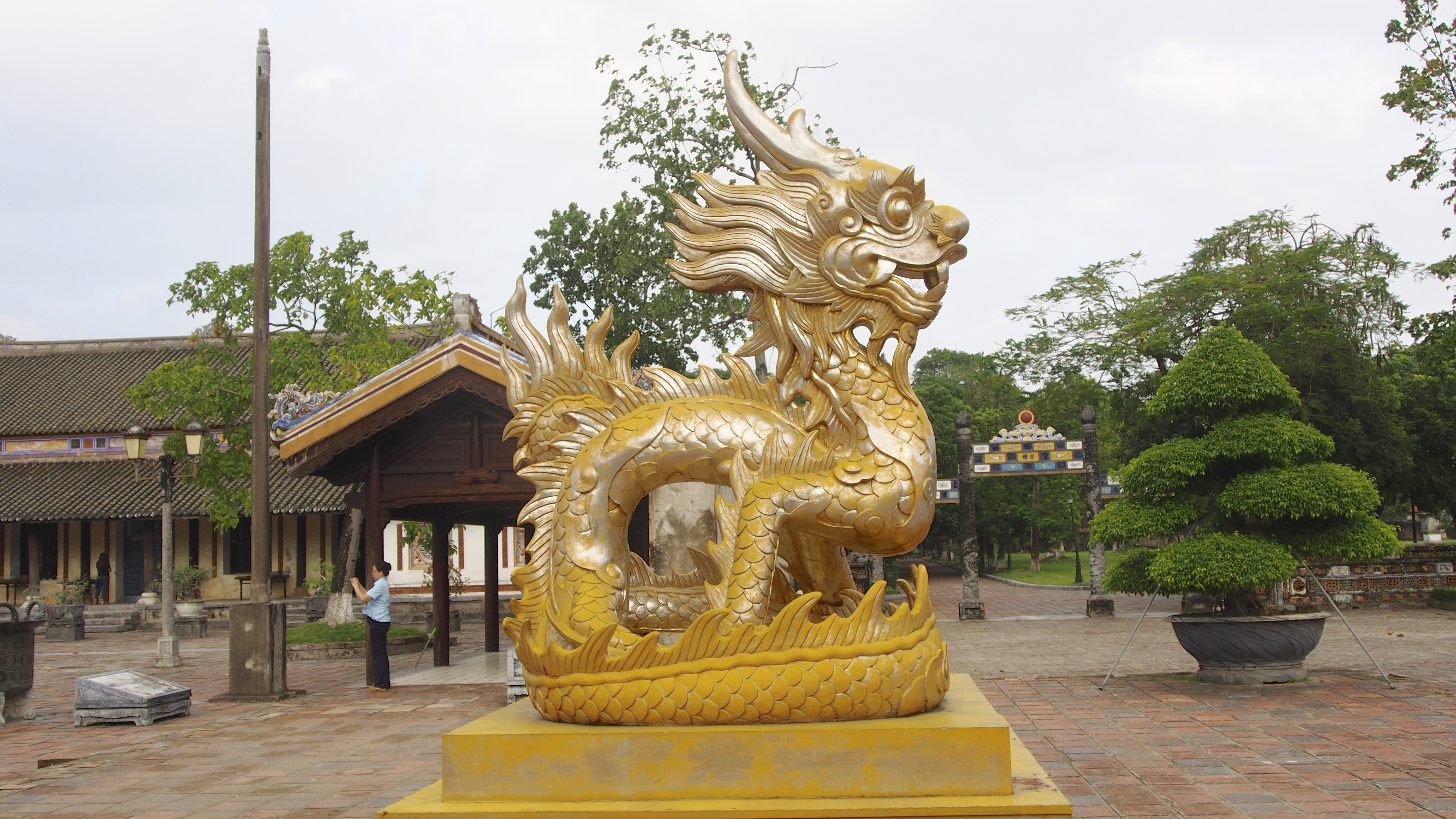
Kejsarstaden Huế
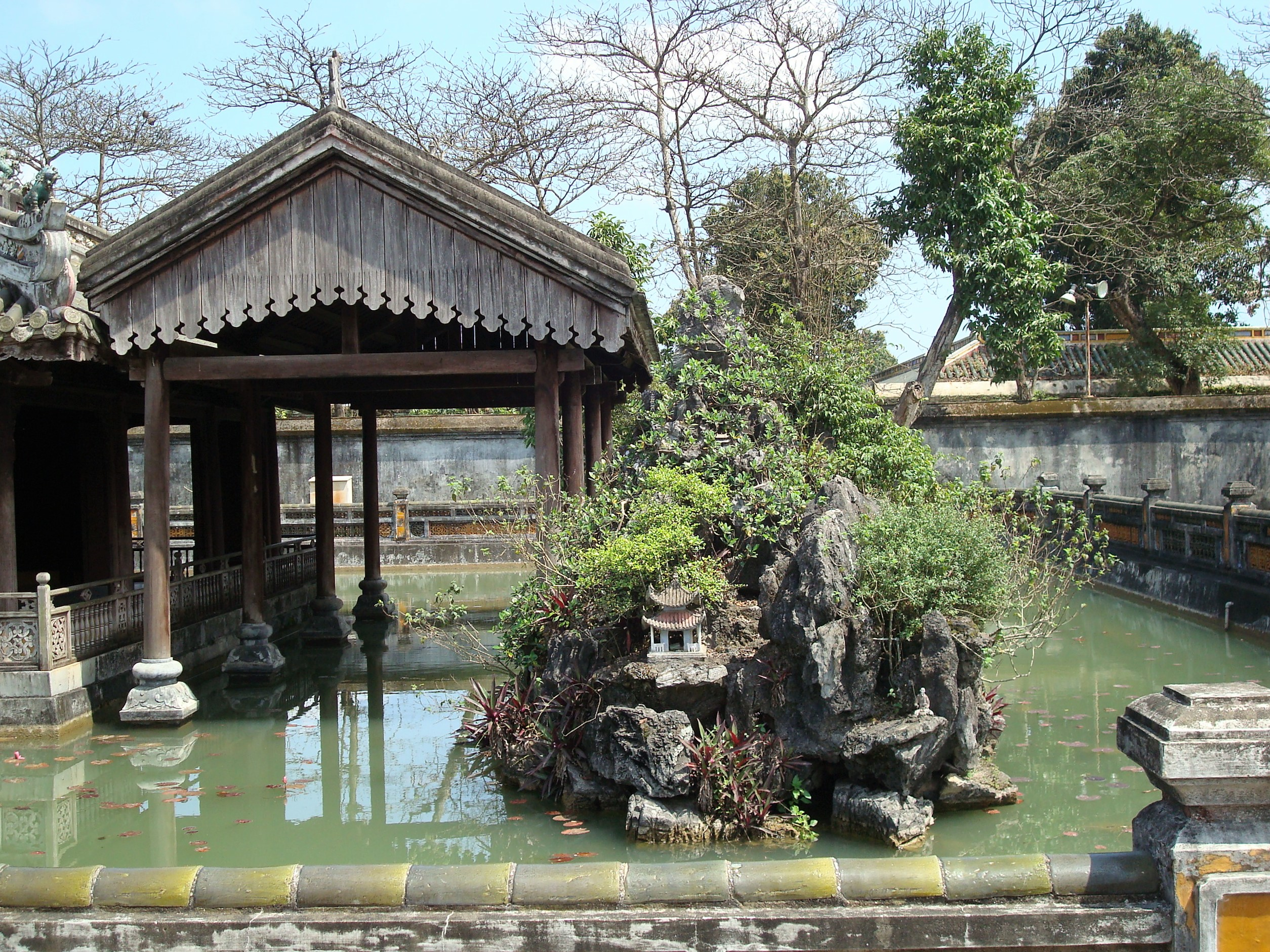
Väktare